# Bonaventura Ques
Bonaventura Ques o Quès (Catalunya del Nord, segle xviii - Principat de Catalunya?, segle xix?) va ser un religiós i traductor nord-català.

## Biografia
Fou rector del Soler (Rosselló) durant més de vint-i-cinc anys, del 20 de desembre del 1765 al 8 de maig del 1791. Amb la vinguda de la Revolució francesa, hagué d'exiliar-se  al sud del Pirineu.
Hom el vincula al "Grup de Tuïr", un conjunt d'intel·lectuals  que a la dècada del 1780 impulsà la dramatúrgia rossellonesa, especialment l'escrita en català, i que tingué la plasmació en la traducció de diverses obres de teatre en el context genèric d'unes representacions que es feren per a la reconstrucció del temple parroquial de Tuïr. En aquest context, a finals de la dècada del 1770 o començaments de la següent, Ques traduí de l'italià i del francès dos -o tres?- oratoris de Pietro Metastasio (Pietro Trapassi) i una obra sacra de Charles-Claude Genest. Còpies manuscrites de dues d'aquestes traduccions es conserven a la Biblioteca Municipal de Montpeller, i la tercera era  al Centre de Documentació i d'Animació de la Cultura Catalana de Perpinyà.

## Traduccions
- Josep reconegut per sos germans. Drama traduït de l'italià de l'abat Pere Metastasio, (còpia de 1788). Traducció de l'obra de Metastasio, Pietro. Giuseppe riconosciuto, (1733). [nt 4]
- La mort d'Abel. Tragèdia traduïda de l'italià, obra dragmàtica de Pera Metastasio, romà, (còpia de 1791). Traducció de l'obra de Metastasio, Pietro. La morte d'Abel, (1732). [nt 5]
- Josep reconegut per sos germans, tragèdia en cinq actes. Traducció de l'obra de Genest, Charles-Claude. Josep, tragédie tirée de l'Ecriture Sainte, (1711). [nt 6]
- És dubtosa, la traducció de l'obra de Metastasio  La Passione de Gesù Cristo, 1730. [nt 7]